# SQL Server Integration Services
SQL Server Integration Services oder SSIS ist ein ETL-Serverprodukt und in Microsoft SQL Server 2005, 2008, 2012, 2014, 2016, 2017, 2019, 2022 in den Versionen „Standard“, „Professional“ und „Enterprise“ integriert. Es besteht aus einem Windows-Systemdienst, einer Verwaltungskonsole und einem Entwicklerprodukt (SQL Server Business Intelligence Development Studio, bzw. SQL Server Data Tools).
SSIS ist der Nachfolger der Data Transformation Services (DTS).

## Verwendung
SSIS eignet sich, wenn Daten aus einer Datenbank regelmäßig ausgelesen, transformiert und in eine andere Datenbank geschrieben werden müssen. Es wird verwendet, um komplexe Unternehmensprobleme durch Kopieren oder Herunterladen von Dateien, Laden von Data Warehouses, die Bereinigung und Auswertung von Daten und die Verwaltung von SQL Server-Objekten und -Daten zu lösen.
Ein typisches Beispiel ist es, Änderungen an einer normalisierten Datenbank, welche rasche Updates an den Dateneinträgen (Datensätzen) ermöglicht, in eine denormalisierte Datenbank, welche ein rasches Auslesen der Daten ermöglicht, zu überführen.